# Cordulegaster
Cordulegaster je rod vážek z čeledi páskovcovitých. Česky je rod pojmenovaný páskovec, stejně jako rody Anotogaster a Neallogaster. Na celém světě existuje asi 25 druhů tohoto rodu. V Českých zemích se vyskytují 3 druhy – páskovec dvojzubý, páskovec kroužkovaný a páskovec velký.

## Popis
Druhy rodu Cordulegaster jsou velké, černě nebo tmavě hnědě zbarvené různokřídlice s různou žlutou kresbou v závislosti na druhu. Terénní charakteristiky evropských druhů jsou následující: Velmi velké, délka těla 70 až 100 milimetrů. Oči se setkávají na temeni hlavy v jednom bodě. Tím se liší od podobně velkých druhů čeledi Aeshnidae, u nichž se oči dotýkají na temeni hlavy v delším úseku, a od menších, ale často s podobnou kresbou, druhů čeledi Gomphidae, které mají oči od sebe široce vzdáleny. Podobné druhy Macromia splendens a Anax immaculiforns, které se na jihu často vyskytují společně a ve střední Evropě chybí, mají odlišnou kresbu.

## Seznam druhů
Seznam podle
- Cordulegaster algerica Morton, 1916
- Cordulegaster annandalei (Fraser, 1923)
- Cordulegaster bidentata Selys, 1843 – páskovec dvojzubý
- Cordulegaster bilineata (Carle, 1983)
- Cordulegaster boltonii (Donovan, 1807) – páskovec kroužkovaný
- Cordulegaster brevistigma Selys, 1854
- Cordulegaster diadema Selys, 1868
- Cordulegaster diastatops (Selys, 1854)
- Cordulegaster dorsalis Hagen in Selys, 1858
- Cordulegaster erronea Selys, 1878
- Cordulegaster godmani McLachlan, 1878
- Cordulegaster heros Theischinger, 1979 – páskovec velký[1]
- Cordulegaster jinensis Zhu & Han, 1992
- Cordulegaster maculata Selys, 1854
- Cordulegaster magnifica Bartenev, 1930
- Cordulegaster mzymtae Bartenev, 1929
- Cordulegaster obliqua (Say, 1839)
- Cordulegaster orientalis van Pelt, 1994
- Cordulegaster parvistigma (Selys, 1873)
- Cordulegaster picta Selys, 1854
- Cordulegaster princeps Morton, 1916
- Cordulegaster sayi Selys, 1854
- Cordulegaster talaria Tennessen, 2004
- Cordulegaster trinacriae Waterston, 1976
- Cordulegaster vanbrinkae Lohmann, 1993